# كلايد سيمونز
كلايد سيمونز (بالإنجليزية: Clyde Simmons)‏ هو لاعب كرة قدم أمريكية أمريكي، ولد في 4 أغسطس 1964 في لين في الولايات المتحدة.

## وصلات خارجية
- كلايد سيمونز على موقع مرجع كرة القدم المحترفة.كوم (الإنجليزية)
- كلايد سيمونز على موقع IMDb (الإنجليزية)